# Лю Ваньсу
Лю Ваньсу (*劉完素 , 1110 —1200) — китайський лікар часів династії Цзінь, засновник хецзянської школи медицини.

## Життєпис
Походив з незаможної родини. Народився у м. Хецзянь (в сучасній провінції Хебей). У 1135 році вирішив зайнятися медициною, після того як його мати захворіла і померла через відсутність лікування. У наступні 30 років Лю Ваньсу вивчав книгу «Су вень» («Питання про просте») та інші класичні книги з медицини. Найбільше його цікавили описи причин хвороб. У результаті він став знавцем медичної літератури, створив власне вчення і здобув популярність як успішний лікар. Слава його долинула до імператорського двору. Імператор Ши-цзун тричі пропонував стати його придворним лікарем, але Лю Ваньсу щоразу відхиляв пропозицію. Тому він отримав прізвиська «Чиновник-самітник, що осягнув потаємне» (Тунсюань-чуші) і «Самітник з Хецзянь» (Хецзянь-цзюй-ші). Водночас був шанований на батьківщині. Після його смерті люди звели на честь Лю храм, де співали тому дифірамби та зверталися під час хвороб.

## Медицина
З його доробку найбільшими є «Су вень сюаньчжі юаньбінши» («Приклади прихованих пружин і витоків хвороб, взяті з „Су вень“»), «Сюань мінлуньфан» («З'ясування формул»), «Сань сяолунь» («Трактат про три типи Сяоке»), «Бінцзі ші чжіутяо» («Дев'ятнадцять причин патологій») і «Шаньхань чжіге» (傷寒直格, «Обговорення гарячкових хвороб»). Він вважав, що вогонь і жар викликають хвороби і лікувати їх треба холодом (хань 寒) і прохолодою (лян 涼), тому його школа називається також «школа управління вогнем» (чжухо-сюепай 主火學派) або «школа холоду і прохолоди» (ханьлян-сюепай 寒涼學派). Один з його головних принципів лікування полягав у тому, що слід пригнічувати серцевий вогонь і збільшувати ниркову воду. Його теорія лікуання сердцево-судинних захворювань через знищення «вогню» справила великий вплив на розвиток традиційної китайської медицини.